# European Cup Winter Throwing 2011
De European Cup Winter Throwing 2011 was de elfde editie van de European Cup Winter Throwing, een Europees werpkampioenschap. Het vond plaats in de National Sports Academy in Sofia (Bulgarije) op 19 en 20 maart. De wedstrijd werd georganiseerd door de European Athletic Association en de atletiekbond van Bulgarije. 
De European Cup Winter Throwing 2011 bestond uit kogelstoten, discuswerpen, speerwerpen en kogelslingeren voor de categorieën mannen, vrouwen, mannen neo-senioren en vrouwen neo-senioren. In elk van deze categorieën verzamelt de beste prestatie per onderdeel per land punten. Uiteindelijk wint het land dat de meeste punten weet te verzamelen de Europese Cup.

## Prestaties
Vooral op de eerste dag werden de prestaties in negatieve zin beïnvloed door het weer. Toch waren er een aantal opzienbarende prestaties. Het speerwerpen bij de mannen werd gewonnen door de negentienjarige Letse Zigismunds Sirmais met een afstand van 84,47 m, wat goed was voor een wereldrecord bij de junioren. De twee andere records die bij de European Cup Winter Throwing van 2011 werden verbroken, waren ook allebei bij het speerwerpen: een nationaal juniorenrecord door de Estse Liina Laasma en een nationaal record door de Turkse Fatih Avan. Bij het kogelslingeren won de Hongaar Krisztián Pars met een afstand van 79,84. Ondanks het slechte weer wist hij vijf keer boven de 79 meter te werpen.

## Belgische deelnemers
| Plaats | Naam           | Discipline  | Categorie |
| ------ | -------------- | ----------- | --------- |
| 6e     | Thomas Smet    | speerwerpen | mannen    |
| 14e    | Timothy Herman | speerwerpen | mannen    |

## Nederlandse deelnemers
| Plaats | Naam              | Discipline     | Categorie |
| ------ | ----------------- | -------------- | --------- |
| 5e     | Melissa Boekelman | kogelstoten    | vrouwen   |
| Zilver | Erik Cadée        | discuswerpen   | mannen    |
| 7e     | Monique Jansen    | discuswerpen   | vrouwen   |
| 7e     | Lars Timmerman    | speerwerpen    | mannen    |
| 10e    | Bjorn Blommerde   | speerwerpen    | mannen    |
| 7e     | Bregje Crolla     | speerwerpen    | vrouwen   |
| 17e    | Vincent Onos      | kogelslingeren | mannen    |

## Uitslagen

### Senioren

#### Kogelstoten
| Mannen | Mannen           | Mannen | Mannen    |
| #      | Atleet           | Land   | Prestatie |
| ------ | ---------------- | ------ | --------- |
| Goud   | Hamza Alić       | BIH    | 20,21 m   |
| Zilver | Marco Fortes     | POR    | 20,18 m   |
| Brons  | Soslan Tsirikhov | RUS    | 19,45 m   |

| Vrouwen | Vrouwen         | Vrouwen | Vrouwen   |
| #       | Atlete          | Land    | Prestatie |
| ------- | --------------- | ------- | --------- |
| Goud    | Alena Kopets    | BLR     | 17,71 m   |
| Zilver  | Jessica Cérival | FRA     | 17,52 m   |
| Brons   | Chiara Rosa     | ITA     | 17,39 m   |

#### Discuswerpen
| Mannen | Mannen              | Mannen | Mannen    |
| #      | Atleet              | Land   | Prestatie |
| ------ | ------------------- | ------ | --------- |
| Goud   | Ercüment Olgundeniz | TUR    | 63,31 m   |
| Zilver | Erik Cadée          | NED    | 62,15 m   |
| Brons  | Sergiu Ursu         | ROU    | 62,00 m   |

| Vrouwen | Vrouwen          | Vrouwen | Vrouwen   |
| #       | Atlete           | Land    | Prestatie |
| ------- | ---------------- | ------- | --------- |
| Goud    | Olesya Korotkova | RUS     | 60,20 m   |
| Zilver  | Nicoleta Grasu   | ROU     | 59,44 m   |
| Brons   | Vera Ganeyeva    | RUS     | 57,45 m   |

#### Speerwerpen
| Mannen | Mannen               | Mannen | Mannen    |
| #      | Atleet               | Land   | Prestatie |
| ------ | -------------------- | ------ | --------- |
| Goud   | Zigismunds Sirmais   | LAT    | 84,47 m   |
| Zilver | Oleksandr Pyatnytsya | UKR    | 81,96 m   |
| Brons  | Valeriy Iordan       | RUS    | 79,49 m   |

| Vrouwen | Vrouwen            | Vrouwen | Vrouwen   |
| #       | Atlete             | Land    | Prestatie |
| ------- | ------------------ | ------- | --------- |
| Goud    | Hanna Hatsko       | UKR     | 58,35 m   |
| Zilver  | Esther Eisenlauer  | GER     | 56,99 m   |
| Brons   | Ásdís Hjálmsdóttir | ISL     | 56,44 m   |

#### Kogelslingeren
| Mannen | Mannen            | Mannen | Mannen    |
| #      | Atleet            | Land   | Prestatie |
| ------ | ----------------- | ------ | --------- |
| Goud   | Krisztián Pars    | HUN    | 79,84 m   |
| Zilver | Yury Shayunou     | BLR    | 77,41 m   |
| Brons  | Oleksiy Sokyrskyy | UKR    | 76,84 m   |

| Vrouwen | Vrouwen          | Vrouwen | Vrouwen   |
| #       | Atlete           | Land    | Prestatie |
| ------- | ---------------- | ------- | --------- |
| Goud    | Tatjana Lysenko  | RUS     | 73,70 m   |
| Zilver  | Betty Heidler    | GER     | 72,71 m   |
| Brons   | Zalina Marghieva | MDA     | 71,96 m   |

### Neo-senioren
| Mannen         | Mannen            | Mannen | Mannen    |
| Onderdeel      | Winnaar           | Land   | Prestatie |
| -------------- | ----------------- | ------ | --------- |
| Kogelstoten    | Siarhei Bakhar    | BLR    | 18,29 m   |
| Discuswerpen   | Mykyta Nesterenko | UKR    | 59,71 m   |
| Speerwerpen    | Fatih Avan        | TUR    | 80,19 m   |
| Kogelslingeren | Siarhei Kalamoets | BLR    | 72,94 m   |

| Vrouwen        | Vrouwen             | Vrouwen | Vrouwen   |
| Onderdeel      | Winnares            | Land    | Prestatie |
| -------------- | ------------------- | ------- | --------- |
| Kogelstoten    | Anita Márton        | HUN     | 17,92 m   |
| Discuswerpen   | Yekaterina Strokova | RUS     | 55,56 m   |
| Speerwerpen    | Vira Rebryk         | UKR     | 57,95 m   |
| Kogelslingeren | Bianca Perie        | ROU     | 67,38 m   |

### Teamstanden
| Mannen | Mannen   | Mannen  |
| #      | Land     | Punten  |
| ------ | -------- | ------- |
| Goud   | Rusland  | 4353 pt |
| Zilver | Oekraïne | 4343 pt |
| Brons  | Italië   | 4069 pt |

| Vrouwen | Vrouwen   | Vrouwen |
| #       | Land      | Punten  |
| ------- | --------- | ------- |
| Goud    | Duitsland | 4142 pt |
| Zilver  | Rusland   | 4079 pt |
| Brons   | Frankrijk | 4029 pt |

| Mannen neo-senioren | Mannen neo-senioren | Mannen neo-senioren |
| #                   | Land                | Punten              |
| ------------------- | ------------------- | ------------------- |
| Goud                | Oekraïne            | 4201 pt             |
| Zilver              | Rusland             | 4028 pt             |
| Brons               | Finland             | 3881 pt             |

| Vrouwen neo-senioren | Vrouwen neo-senioren | Vrouwen neo-senioren |
| #                    | Land                 | Punten               |
| -------------------- | -------------------- | -------------------- |
| Goud                 | Hongarije            | 3838 pt              |
| Zilver               | Oekraïne             | 3763 pt              |
| Brons                | Rusland              | 3735 pt              |

2001 · 2002 · 2003 · 2004 · 2005 · 2006 · 2007 · 2008 · 2009 · 2010 · 2011 · 2012 · 2013 · 2014 · 2015 · 2016